# Gabriela Etchegaray Cerón
Gabriela Etchegaray Cerón (Ciudad de México, 11 de septiembre de 1984) es una arquitecta mexicana.

## Formación académica
Entre los años 2003 y 2008 estudió la Licenciatura en Arquitectura y Urbanismo en la Universidad Iberoamericana, de donde se graduó con mención honorífica. Participó en un intercambio académico durante el otoño de 2006 en la Universidad Nacional de Singapur. Posteriormente hizo un master en Gestión Creativa y Transformación de la Ciudad en la Universidad Politécnica de Cataluña, España. Recientemente estudió Crítica y Curaduría en la Universidad de Columbia de Nueva York.
Su interés como arquitecta, crítica y curadora radica entre lo estético y lo ético, trabaja con el espacio y las construcciones inmuebles y los objetos, que pueden ir desde la joyería hasta las grandes construcciones de arquitectura. Se ha desempeñado como arquitecta, pero también ha realizado pequeños diseños de joyería y otros objetos.

## Trayectoria
En 2011 cofundó junto a Jorge Ambrosi el estudio de arte y arquitectura: Ambrosi |Etchegaray en la Ciudad de México, con el objetivo de abordar la arquitectura como un instrumento social y artístico a través de la cual se construyen experiencias en edificios, paisajes y ciudades. En sociedad con Ambrosi y Gerardo Reyes, dirige el estudio AMET especializada en la realización de proyectos de bienes raíces que entren en diálogo y reflexión con el ambiente que les rodea y que a su vez se vinculen con la construcción y el desarrollo de la ciudad en la que se encuentran.
Entre los proyectos arquitectónicos realizados se encuentran el edificio Iztaccíhuatl en la Ciudad de México, la casa EM en Querétaro, el Pabellón de la Feria de las culturas amigas en 2016, el conjunto de departamentos Antonio Sola y la Industria Palenque, Milagrito en Oaxaca.
Ha participado y colaborado en diversos proyectos de arquitectura y arte, entre los que se encuentran el Corporativo Falcón 2 en San Ángel, Ciudad de México en sociedad con Michel Rojkind.
En el 2018 junto con Gabriela Gil, Etchegaray presentó una propuesta curatorial del pabellón México en la Bienal de Venecia, ‘Echoes of Land’, que reúne el imaginario colectivo y geográfico de la arquitectura mexicana y su territorio.

## Premios y distinciones
En 2016 ganó el Premio Moira Gemmill de Arquitectura Emergente de los Premios Women in Architecture.
Junto al estudio Ambrosi|Etchegaray ha recibido varias distinciones y premios, entre los que se encuentran el primer lugar en el concurso para el Proyecto Conceptual de la Intervención Arquitectónica de la Feria de las Culturas Amigas, 2016. En 2015 la Liga de Arquitectura de Nueva York los nombró “Emerging Voices”, distinción otorgada a personas y empresas que demuestran tener potencial para influir en disciplinas como la arquitectura y el urbanismo, considerando el trabajo que han realizado dentro de comunidades de diseño y académicas.
Asociados con los MMX fueron reconocidos en segundo lugar para el Museo del Niño Iztapalapa, 2016. Junto con Mauricio Rocha fueron, en 2010, finalistas en el Concurso Nacional para el Pabellón de la Exposición Universal de Shanghái en China.
En 2016, el conjunto de departamentos Antonio Sola y la Industria Palenque, Milagrito en Oaxaca fueron premiados por la X Bienal Iberoamericana de Arquitectura y Urbanismo.